# Pierre Attaignant

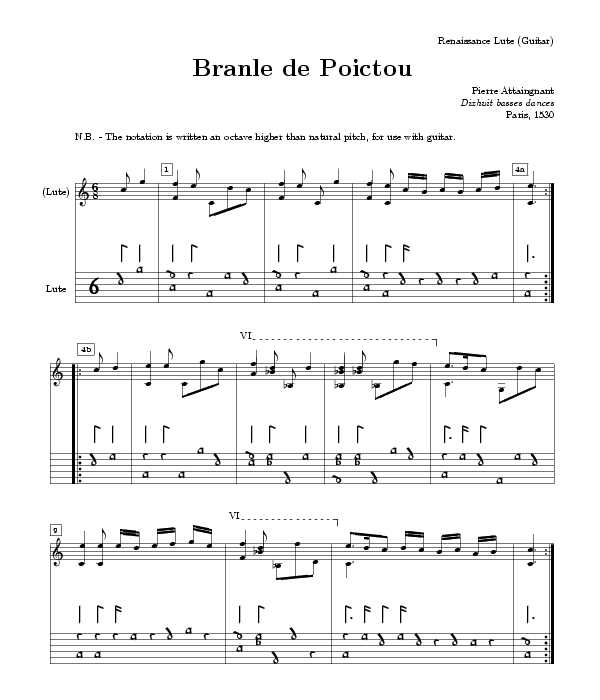
Un branle para laúd de Attaignant en notación tabular y notación moderna.

Pierre Attaignant (o Attaingnant; probablemente, Douai, ca. 1494 - París, 1552) fue editor, librero e impresor de música. Establecido en París en 1514, publicó buena parte de la producción musical francesa de la primera mitad del siglo XVI.

## Vida
Un documento notarial del 13 de enero de 1513 lo describe como «un vendedor de libros, que vive en París, y que alquiló una imprenta a Jean de la Roche, reservándose el derecho de imprimir indultos eclesiásticos, entre otras publicaciones, y recibir comisiones por ellos». Es posible que fuera becado para asistir como aprendiz al coro de la Universidad de Dainville, sujeta a los cabildos catedralicios de Arras y Noyon. Esta institución arrendó parte de sus edificios de la calle Harpe a Philippe Pigouchet (sobre 1490-1514), el impresor famoso por los grabados de las "Horas" y posiblemente el maestro de quién aprendió Attaingnant. Al casarse con una de las hijas de Pigouchet, Claude, Attaingnant se convirtió en su heredero. Otra de las hijas de Pigouchet, Germaine, se casó con Poncet le Preux (1481-1559), uno de los cuatro «grandes libreros del jurado» de la universidad, maestro del gremio de los impresores y prolífico editor de textos académicos.
El libro más antiguo que lleva el nombre Attaingnant es un breviario Noyon de , el único libro conocido que realizaría en colaboración con Le Preux. Attaingnant continuó publicando los libros litúrgicos de Noyon durante toda su vida, así como algunos textos universitarios. Después de experimentar varios años con grafías musicales llevó a cabo el Chansons Nouvelles, publicado el 4 de abril de 1527. En el periodo de un año y usando el mismo formato publicó al menos otros siete libros. En esa época pidió protección real y obtuvo el privilegio de impedir que otros copiaran el contenido de sus libros durante los tres años siguientes a la impresión. En concreto, esos privilegios se conceden para los libros de «importante en musique, jeux de Lutz, Orgues, et semblables instrumentos», que había impreso, y otros que tenía en proyecto, como las tablaturas de laúd de 1529 y 1530 y las partituras para teclado de 1531.
Cuando en la primavera de 1531 expiró la protección que cubría sus primeros libros de música, buscó una más amplia, de seis años de duración, que otorgaba los derechos de ‘messes, motetz, hymnes, chansons que desditz jeux de Lutz, Flustes et Orgues, en grans et petitz volumes’, siendo un Real Decreto del 18 de junio de 1531 el que le da esos privilegios sobre su primer volumen de misas (1532). Attaingnant le dedica este volumen al cardenal de Tournon, elogiado en un poema en latín que fue escrito a tal fin por Nicolas Bourbon. Cada uno de los siete volúmenes de las misas fue ilustrado con un grabado de la corte asistiendo a la liturgia, realizados por Oronce Artes, matemático y cosmógrafo real. Con el apoyo a la edición de las misas de Tournon —estadista de gran alcance, así como jefe titular de la capilla real— le fue fácil obtener el favor real. Con la impresión de los 13 volúmenes de motetes en 1534 y se renovaron esos privilegios. En 1539 apareció el volumen 14 dedicado a Manchicourt.
En 1537, además de la renovación de sus privilegios, Attaingnant recibió un nombramiento sin precedentes como Imprimeur et libraire du Roy en musique. Sin embargo, los demás impresores reales, como Robert Estienne, eran hombres de sólidos conocimientos. En la época de la nominación de Attaingnant, Estienne comenzó a abandonar los tipos de letra itálica y romana más antiguos por otros más acordes con los gustos humanistas. 
En 1538 tomó un socio, Jullet Hubert, marido de su hija Germaine, con el que firmó conjuntamente una parte de la producción de la empresa hasta la muerte Jullet en 1545. Después del fallecimiento de su esposa en 1543, realizó un inventario tanto de sus propiedades como de los bienes de la empresa. Dos años más tarde se casó con Marie Attaingnant Lescallopier. El 3 de octubre de 1551 todavía hizo un último contrato, pero murió a finales de 1552. 
Su viuda publicó algunos libros de música más entre 1553 y 1557, y luego restringió sus publicaciones casi exclusivamente a los comentarios eruditos de Léger du Chesne, el último de los cuales apareció en 1567. En la declaración de impuestos de 1571 su viuda tuvo que pagar tan solo 6 libras cuando su fortuna estaba estimada en unas 300.000 libras.

## Publicaciones
La contribución más importante de Attaignant a la edición musical consiste en la popularización de un método para imprimir de una sola tirada, que utilizó por primera vez en la publicación de 1527 Chansons Nouvelles en musique à quatre partes. Con este nuevo sistema de tipos móviles para notación musical se podían imprimir las notas y los pentagramas en una sola operación, al colocar las notas directamente sobre segmentos de pentagrama. La principal desventaja de este método era el aspecto "accidentado" de las líneas del pentagrama, que a veces aparecían ligeramente desalineadas. Sin embargo, este método se convirtió en la manera común de imprimir música en Europa durante los siglos XVI y XVII.
Además de sus 36 colecciones de chansons, también publicó libros con piezas para laúd, tablaturas para teclado, así como Misas y motetes.
Entre sus principales colecciones están los siete volúmenes de música francesa del Renacimiento publicados en París en la primavera de 1531:
- Dixneuf chansons musicales reduictes en la tabulature des Orgues Espinettes Manichordions, et telz semblables instrumentz musicaulx... Idibus Januraii 1530 (sic).
- Vingt et cinq chansons musicales reduictes en la tabulature des Orgues Espinettes Manichordions, et telz semblables instrumentz musicaulx... Kal. 1530 (sic).
- Vingt et six chansons musicales reduictes en la tabulature des Orgues Espinettes Manichordions, et telz semblables instrumentz musicaulx... Non. Frebruaii 1530 (sic).
- Quatorze Gaillardes neuf Pavennes, sept Branles et deux Basses Dances le tout reduict de musique en la tabulature du jeu d'Orgues Espinettes Manicordions et telz semblables instrumentz musicaulx... (February 1531 ?).
- Tabulature pour le jeu d’Orgues, Espinettes et Manicordions sur le plain chant de Cunctipotens et Kyrie Fons. Avec leurs Et in terra, Patrem, Sanctus et Agnus Dei... (March 1531).
- Magnificat sur les huit tons avec Te Deum laudamus et deux Preludes, le tout mys en tabulature des Orgues Espinettes et Manicordions, et telz semblables instrumentz... Kal. Martii 1530.
- Treze Motetz musicaulx avec ung Prelude, le tout reduict en la Tabulature des Orgues Espinettes et Manicordions et telz semblables instrumentz... Kal. Aprilis 1531.

## En la cultura popular
Una composición original de Attaingnant ha sido utilizada tres veces en la música popular contemporánea:
- "Donna ti voglio cantare" por el cantante y compositor italiano Angelo Branduardi, publicada en su álbum de 1979 Cogli la prima mela;
- "Play Minstrel Play" de la banda renacentista Blackmore's Night, en su álbum de 1997 Shadow of the Moon;
- "The March Of The Swordmaster" por Rhapsody, incluido en su álbum de 2002 Power of the Dragonflame.

Además, la melodía de Attaingnant "Quant je bois du vin clairet" se utiliza en las siguientes canciones:
- "Eternal Wait" por la banda finlandesa de folk metal "Ensiferum";
- "O das Augas Sonar" de la banda española "Narsilion";
- "Tourdion" de la banda de folk medieval alemán "Die Streuner".

El original de esa pieza se puede escuchar para voces en la primera toma y para órgano en la segunda. También hay en las obras impresas de Attaingnant una versión alternativa para laúd.